# Muay Thái tại Đại hội Thể thao Đông Nam Á 2007

Giải muay Thái tại Đại hội Thể thao Đông Nam Á 2007 diễn ra từ ngày 9 đến ngày 13 tháng 12 năm 2007 với 11 nội dung thi đấu  Lưu trữ ngày 31 tháng 12 năm 2007 tại Wayback Machine.

## Xếp hạng theo quốc gia
| Hạng | Đoàn        | Vàng | Bạc | Đồng | Tổng |
| ---- | ----------- | ---- | --- | ---- | ---- |
| 1    | Thái Lan    | 10   | 0   | 1    | 11   |
| 2    | Lào         | 1    | 3   | 4    | 8    |
| 3    | Philippines | 0    | 5   | 5    | 10   |
| 4    | Myanma      | 0    | 3   | 4    | 7    |
| 5    | Singapore   | 0    | 0   | 3    | 3    |
| 6    | Indonesia   | 0    | 0   | 1    | 1    |
| Tổng | Tổng        | 11   | 11  | 18   | 40   |

## Bảng huy chương

### Nam
| Nội dung               | Vàng                 | Bạc              | Đồng                  | Đồng              |          |
| ---------------------- | -------------------- | ---------------- | --------------------- | ----------------- | -------- |
| Hạng ruồi nhẹ 48 kg    | Nattakorn Thongngarm | Peta Ounpanya    | Romnick Ghie Pabalate | Soe Maung Maung   | chi tiết |
| Hạng ruồi 51 kg        | Sonsiri Rathrong     | Kyaw Min Htike   | Roland Claro          | Vongchampa Bounma | chi tiết |
| Hạng gà 54 kg          | Sattra Paleenaram    | Brent Velasco    | Douangmala Somdy      | Saw Than Khine Oo | chi tiết |
| Hạng lông 57 kg        | Wuorawit Chitamnuay  | Boanthavy Vigat  | Kyaw Thuya Hein       | Zaidi Laruan      | chi tiết |
| Hạng nhẹ 60 kg         | Chatpol Petsongsri   | Tun Lin          | Jay Olod              | Wong Lei Biao     | chi tiết |
| Hạng bán trung 63,5 kg | Panupan Tanjad       | Sevonsa Sengchan | Wong Jianjun Louis    | Yan Naing Lin     | chi tiết |
| Hạng bán trung 67 kg   | Somkit Tumanil       | Thuya Aung       | Jay Harold Gregorio   | Kheuakham         | chi tiết |

### Nữ
| Nội dung            | Vàng                   | Bạc                | Đồng                 | Đồng               |          |
| ------------------- | ---------------------- | ------------------ | -------------------- | ------------------ | -------- |
| Hạng ruồi nhẹ 48 kg | Seingpaseuth Bounchane | May Libao          | Winda Merawati Purba | Yuphaphon Khottong | chi tiết |
| Hạng ruồi 51 kg     | Prakaidaw Pramaree     | Anna Joy Fernandez | Brenda Shee Jin Hui  | Xaypao Paylor      | chi tiết |
| Hạng gà 54 kg       | Sararat Kongsawang     | Maricel Subang     |                      |                    | chi tiết |
| Hạng lông 57 kg     | Kittika Sitthan        | Ana Marie Rey      |                      |                    | chi tiết |